# Geo Bogza
Geo Bogza, właściwie Gheorghe Bogza (ur. 6 lutego 1908 w Blejoi, zm. 14 września 1993 w Bukareszcie) – rumuński krytyk literacki, poeta i dziennikarz; przedstawiciel awangardy literackiej.